# Walter Blanding
Walter Blanding, Jr. (* 14. August 1971 in Cleveland) ist ein amerikanischer Jazzmusiker (Tenor- und Sopransaxophon, Klarinette).

## Leben und Wirken
Blanding, der in einer Musikerfamilie aufwuchs, begann bereits mit sechs Jahren mit dem Saxophonspiel. 1981 zog er mit seinen Eltern nach New York, wo er Unterricht bei Barry Harris erhielt. Am Ende der 1980er Jahre trat er regelmäßig mit seinen Eltern im Village Gate auf. Er besuchte die LaGuardia High School for Music & Art and the Performing Arts, um seine Studien dann an der New School for Social Research fortzusetzen. Blanding verbrachte dann vier Jahre in Israel, wo er mit seiner Band, aber auch mit  Musikern wie Louis Hayes und Eric Reed auftrat.
Sein Debütalbum, Tough Young Tenors, wurde von der Kritik für eines der besten Jazzalben des Jahrs 1991 gehalten. Seitdem arbeitete er mit so unterschiedlichen Musikern wie Cab Calloway, Wynton Marsalis, Marcus Roberts, Illinois Jacquet oder Roy Hargrove. Seit 1998 gehört er zum Lincoln Center Jazz Orchestra; er ist auch Mitglied der Band von Vincent Gardner. An seinem Album The Olive Tree (Criss Cross 1999) sind Ryan Kisor, Farid Barron, Rodney Whitaker und Rodney Green beteiligt. Er ist auch auf Alben von Wycliffe Gordon und Odean Pope zu hören.